# Parmotrema preperforatum
Parmotrema preperforatum är en lavart som först beskrevs av William Louis Culberson, och fick sitt nu gällande namn av Hale. Parmotrema preperforatum ingår i släktet Parmotrema och familjen Parmeliaceae.   Inga underarter finns listade i Catalogue of Life.